# Bernhard Hoff

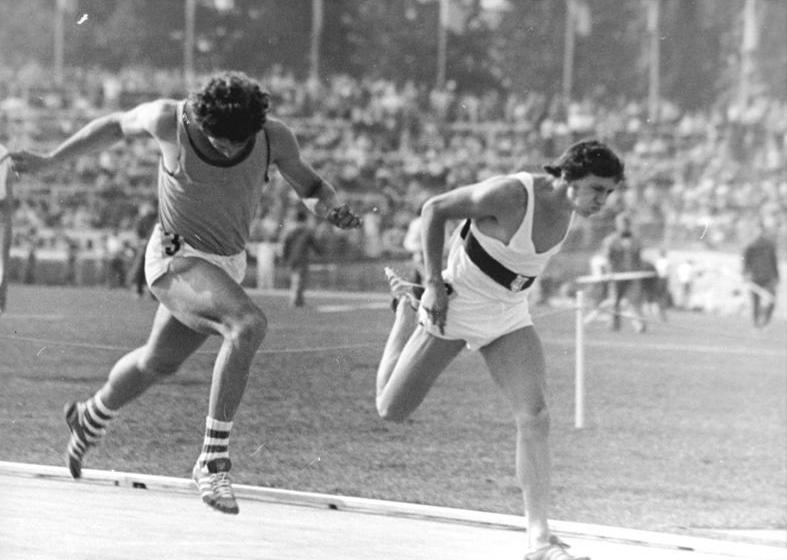
Bernhard Hoff (rechts) wird 1977 DDR-Meister im 200-Meter-Lauf vor Detlef Kübeck

Bernhard Hoff (* 10. Januar 1959 in Wolfen) ist ein deutscher Leichtathlet und Olympiateilnehmer, der – für die DDR startend – in den 1970er und 1980er Jahren ein erfolgreicher Sprinter war.
- 1977, Junioreneuropameisterschaften:

Platz 1 über 200 m mit Europarekord (20,59 s) und mit der 4 × 400-m-Staffel,
Platz 2 mit der 4 × 100-m-Staffel,
Platz 3 über 100 m,
- 1979, II. Leichtathletik-Weltcup:

Platz 4 über 200 m,
- 1980, Olympische Spiele:

Platz 5 über 200 m und mit der 4 × 100-m-Staffel,
- 1981, III. Leichtathletik-Weltcup:

Platz 2 mit der 4 × 100-m-Staffel
- DDR-Meister über 200 m: 1977, 1979, 1980

- Bestzeit über 200 m: 20,39 s, gelaufen 1980 in Cottbus

Bernhard Hoff studierte Industrielle Elektronik und arbeitete als Technologe bei der Deutschen Reichsbahn. Nach dem Ende der DDR wurde er Angestellter in einem Computersystemhaus in Stavenhagen.
Bernhard Hoff startete für den SC Chemie Halle und trainierte gemeinsam mit Eugen Ray und Jörg Pfeifer bei Dietmar Falgowski. In seiner Wettkampfzeit war er 1,76 m groß und wog 70 kg.